# دکتربعدازاین
دکتربعدازاین (انگلیسی: Doctor in the House) نام یک مجموعهٔ تلویزیونی کمدی بریتانیایی است که از ۱۹۶۹ تا ۱۹۷۰ میلادی از شبکهٔ «آی‌تی‌وی» به روی آنتن رفت.
این مجموعه تلویزیونی، در سال ۱۳۵۱ خورشیدی، با همین عنوان و با دوبلهٔ فارسی، از تلویزیون ملی ایران پخش شد.